# ビスマルク憲法

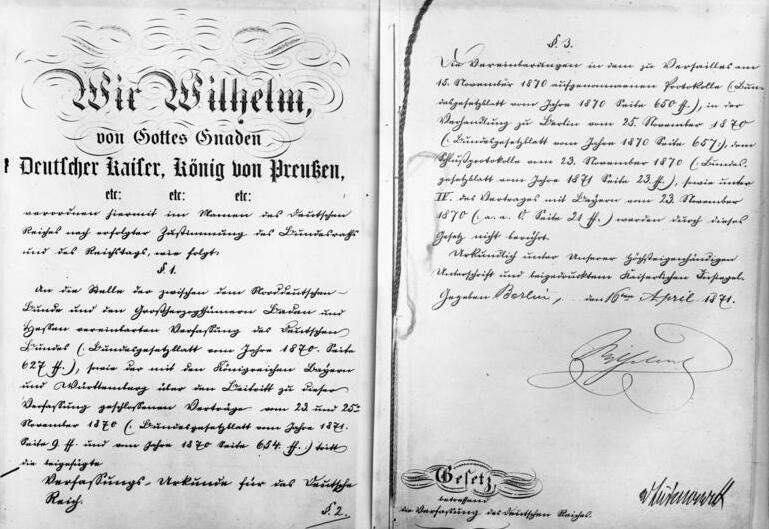

ビスマルク憲法（ビスマルクけんぽう、独：Bismarcksche Reichsverfassung）は、1871年に制定されたドイツ帝国の憲法である。正式にはドイツ国憲法（ドイツこくけんぽう、独：Verfassung des Deutschen Reiches）。帝政時代の憲法であったことから、ドイツ帝国憲法とも訳される。
プロイセン国王をドイツ皇帝（Deutscher Kaiser）と称し、国家元首を兼任の上でドイツ諸邦国の盟主と定め、統一ドイツ国家の基本法として、1919年のドイツ革命によってヴァイマル憲法に代わるまでその効力を保った。
欽定憲法であり、日本の大日本帝国憲法にも影響を与えた。

## 経緯

### プロイセンとフランスとの関係

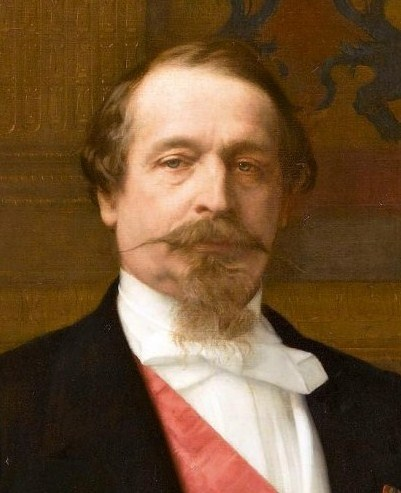
フランス皇帝ナポレオン3世

普墺戦争後、プロイセンのイニシアチブのもとで1867年に北ドイツ連邦が成立すると、時の連邦宰相オットー・フォン・ビスマルクが中心となって、同年4月16日に北ドイツ連邦憲法が制定された（施行は同年7月1日）。
当時、フランス第二帝政においてフランス皇帝の地位にあったナポレオン3世は、普墺戦争の際にプロイセンからライン川左岸を獲得するという目的を達することができなかったため、普墺戦争後、イタリア王国及びオーストリア帝国と結んで、プロイセンの勃興を阻止しようとしていた。これは、フランスにとって強大なドイツ連邦の存在が不利であったというだけでなく、ナポレオン3世が自己の帝位を維持するために常にフランス国民がヨーロッパ政治において最上の地位を占めるようにしておかなければならなかったからでもある。
また、プロイセンにとっても、フランスと戦ってこれに勝つことは、すなわち、プロイセンがオーストリアなしにドイツ諸邦の保護者として十分な実力を有していることをドイツ南部の諸邦に対して示すことになるのであって、この試練を首尾よく通過しなければ、南部諸邦を北ドイツ連邦に加入させてプロイセンの統制のもとに置くことは不可能であった。それゆえ、普仏両国の衝突は、普墺戦争後に当然来たるべき運命であって、ビスマルクは、十分な覚悟を有していた。そして、普仏戦争の原因として考えられるルクセンブルク公国問題及びスペイン王位継承問題は、単なる近因にすぎないのであって、普仏両国の衝突は、想定されたものであった。

### ルクセンブルク問題

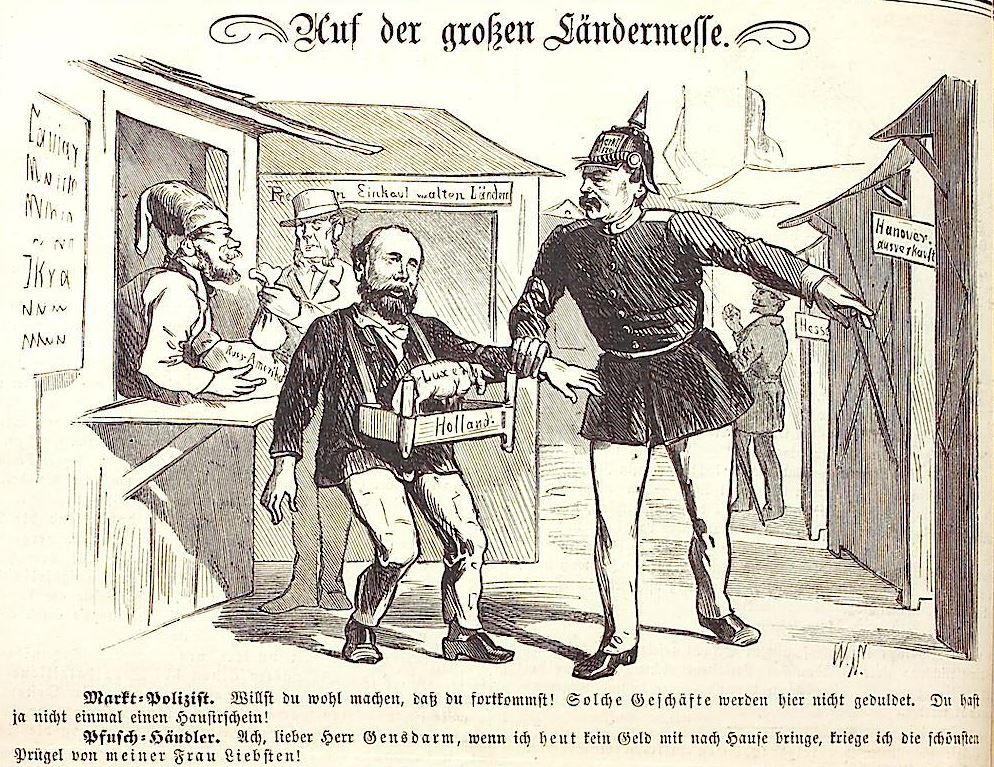
オランダ国王ウィレム3世によるルクセンブルク売却の試み

ルクセンブルクは、当時、オランダに属しており、北ドイツ連邦には加入していなかった。しかしながら、ルクセンブルク市は要塞地帯であって、プロイセンの軍隊が占領していた。1867年、ナポレオン3世は、オランダと密かに売買契約を締結し、ルクセンブルクを合併しようとしたが、ビスマルクはこれに反対し、ルクセンブルクを永世中立国として列国の保障のもとにおいて、プロイセンの軍隊を撤退させた。すなわち、ビスマルクは、これによって、一方ではドイツ国民のフランスに対する反感を鼓吹し、他方においてはプロイセンこそが北ドイツ連邦の辺境を守護する者であってフランスに対抗すべき十分な実力があることを南部諸邦に示したのであった。

### スペイン王位継承問題

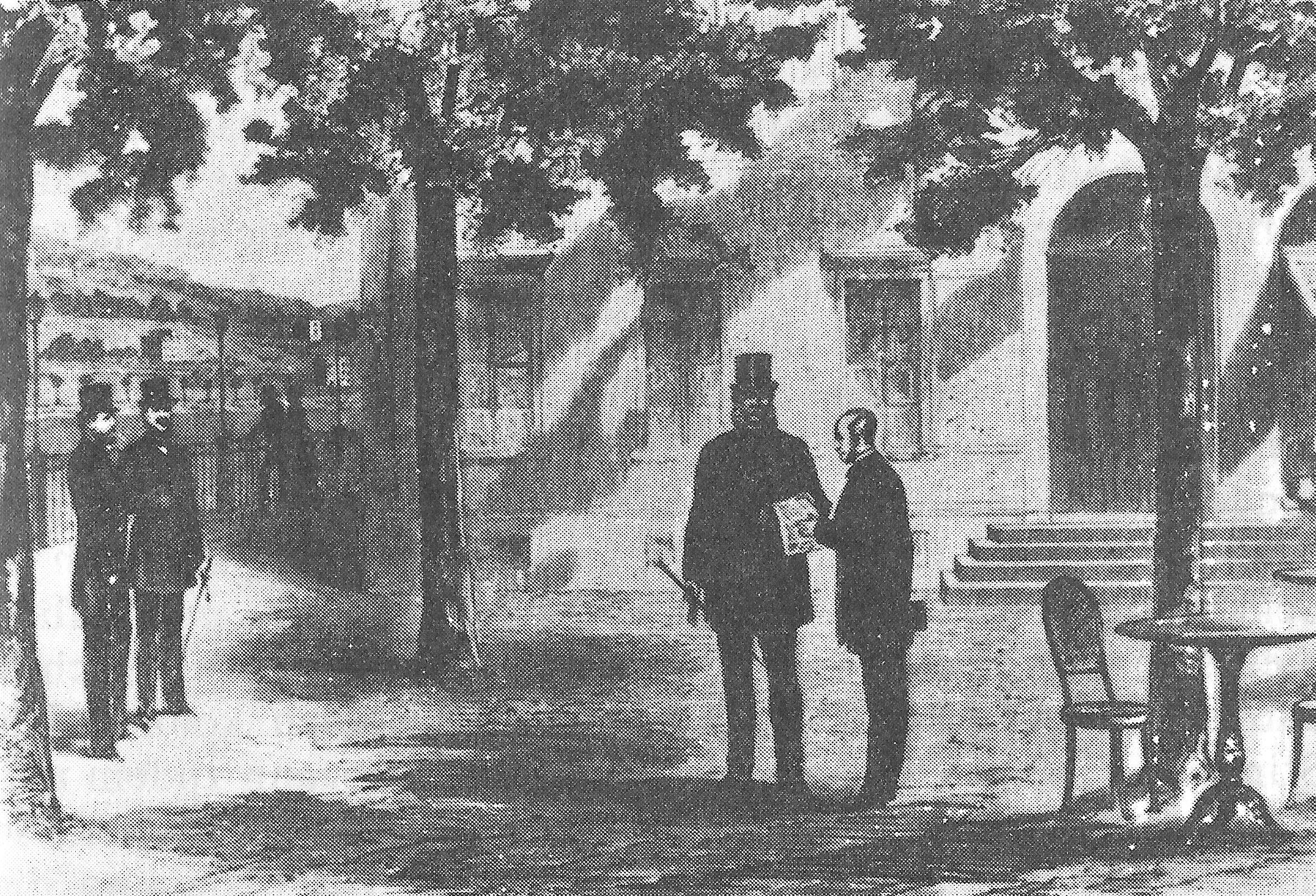
プロイセン国王ヴィルヘルム1世から言質を得ようとするフランス大使ベネデッティ

1868年、スペイン女王イサベル2世がスペイン名誉革命によって退位すると、後継者は、若干の曲折を経て、プロイセン王室（ホーエンツォレルン家）に属するレオポルト・フォン・ホーエンツォレルン＝ジグマリンゲンに決定されたが、このことがフランス国民の感情を害したため、ナポレオン3世は、プロイセン国王ヴィルヘルム1世に対してレオポルトの王位継承権を放棄するよう強要した。当時、ヴィルヘルム1世は、バート・エムスにおいて静養中であったところ、フランス大使ヴァンサン・ベネデッティは、エムスに急行し、もしもヴィルヘルム1世がレオポルトの王位継承権を放棄しない場合は普仏両軍は直ちにライン川上において相見えることになるだろうと伝達した。レオポルトは、時局に鑑みて王位継承権を放棄したが、フランス大使は、なおもエムスにおいてヴィルヘルム1世に強要し、将来の保障を要求した。ビスマルクは、これを巧みに利用して、有名な1870年7月13日のエムス電報事件をもってフランスとの交渉を打ち切り、決戦の機会を捕らえたのであった。

### 普仏戦争
かくして、1870年7月19日にフランスがプロイセンに対して宣戦布告したことによって、普仏戦争が開始した。普仏戦争は、プロイセンの大勝に帰し、1871年1月28日のパリ陥落をもって終結した。同年2月26日にはヴェルサイユ条約（仮条約）が締結され、同年5月10日にはフランクフルト講和条約が締結された。普仏戦争においてドイツ国民が得たのは、エルザス及びロートリンゲンの2州と50億フランの償金のほか、「ドイツ帝国」であった。

### ドイツ帝国の建設

北ドイツ連邦

ドイツ帝国の建設は、北ドイツ連邦と南部諸邦（バーデン大公国、ヘッセン大公国、ヴュルテンベルク王国及びバイエルン王国）との間の国際条約の締結によって始まった。

#### 十一月条約
バーデン及びヘッセンとの間には、1870年11月15日にヴェルサイユにおいて条約が成立した。この条約は、将来のドイツ連邦の憲法を添付したものであったが、これは、北ドイツ連邦憲法を両国に対して適用する上で若干の修正を施したものであった。そして、この将来の憲法は、1871年1月1日をもって実施されるべく、かつ、この条約自体は、北ドイツ連邦、バーデン及びヘッセンの立法機関の承諾を経て12月中に批准されるべきことが規定されていた。
ヴュルテンベルクとの条約は、一方の当事者をヴュルテンベルクとし、他方の当事者を北ドイツ連邦、バーデン及びヘッセンとして、11月25日にベルリンにおいて締結された。
この条約において、ヴュルテンベルクは、若干の修正を留保して、連邦憲法の適用を受けることを承認した。
バイエルンとの条約は、北ドイツ連邦との間で、11月23日にヴェルサイユにおいて締結された。
この条約において、バイエルンは北ドイツ連邦と永久の同盟（ewiger Bund）をなすべくこれをドイツ連邦（Deutscher Bund）と称すること及びその将来の連邦憲法の全文が添付されているが、これは、北ドイツ連邦憲法の規定に対してバイエルンのために相当重大な修正を包含しており、将来のドイツ帝国におけるバイエルンの地位を暗示するものであった。
このようにして、北ドイツ連邦と南部諸邦との関係は、三段階で各別に成立したが、1870年12月8日、ベルリンにおいて、北ドイツ連邦及び南部四邦の代表者が会合して3個の条約を相互に承認した。なお、将来のドイツについて、当初はドイツ連邦（Deutscher Bund）と定めていたのをこの条約においてドイツ帝国（Derutsches Reich）と改め、連邦首班にドイツ皇帝（Deutscher kaiser）なる称号を与えることが協定された。

#### 八月同盟との差異
北ドイツ連邦と南部四邦とは、国際法上の条約によって、将来のドイツ帝国の創設を目的とする合同行為をなすべき義務を相互に負担することとなった。この意味においては、北ドイツ連邦の創設のために締結した八月同盟と類似しているが、八月同盟においては将来の北ドイツ連邦がいかなる構成を有するかという点については予め確定されていなかった。これに対し、今回の条約においては、すでに将来のドイツ帝国の憲法が北ドイツ連邦憲法をもってすることが予め確定されていたのであり、ただ、若干の変更が条約中に予定されていたのみである。それゆえ、新ドイツ帝国は、北ドイツ連邦の延長であって、新たな国家の創設ではない。これが、ドイツ帝国は、北ドイツ連邦憲法が南部四邦に拡張（Ausdehnen）されたもの、あるいは、南部四邦が北ドイツ連邦に加入（Beitreten）したものと称されている所以であって、すなわち、将来の国家の憲法が確定されていたことを意味する。

#### 十一月条約による義務の履行
これらの条約によるドイツ帝国建設の義務は、次のようにして履行された。
第一に、南部四邦においては、各々これらの条約をその憲法の定めるところによって立法機関に付議し、その承認を求めた。この承認に基づき、各邦が批准及び公布をすることが、すなわちドイツ帝国建設行為の完了であった。
第二に、北ドイツ連邦においても、同様にその条約の承認を立法機関に対して求めた。北ドイツ連邦憲法が予想した南部四邦の加入は、憲法改正手続によるのではなく、普通の法律によってなされるはずであったが、事実の経過としては、条約の批准及び公布の形式をもってなされることとなった。それゆえ、北ドイツ連邦の立法機関がこの条約を承認することは、南部四邦におけるのと同様に、単にドイツ帝国建設の合同行為としての意味を有するのみならず、条約中において北ドイツ連邦が負担した憲法改正に合意する意味を有する。しかしながら、実際の憲法改正は、1871年4月16日の法律をもって初めてなされたのであった。

### ドイツ帝国の成立

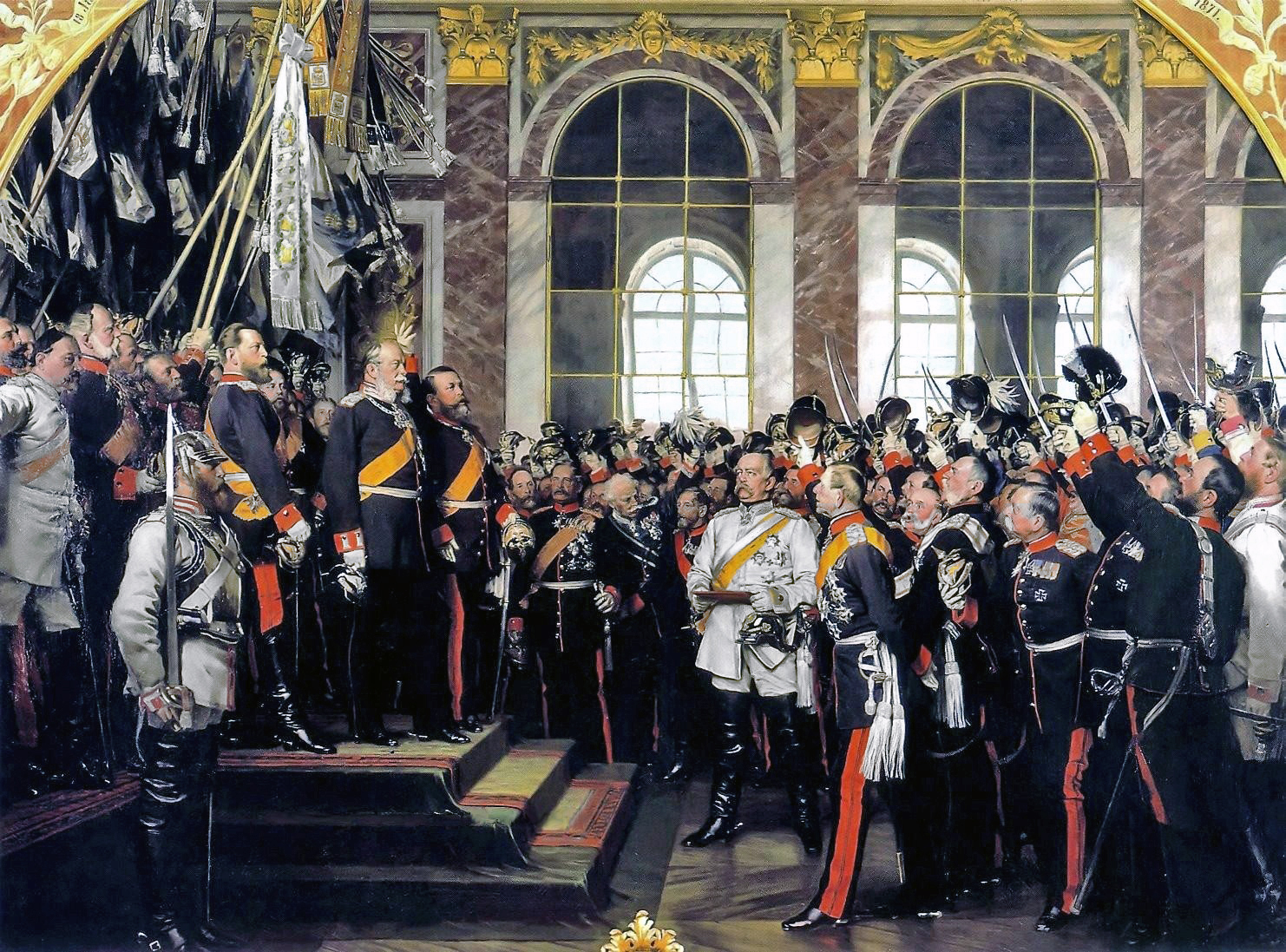
1871年1月18日、ヴェルサイユ宮殿でのドイツ帝国成立宣言。 (画)アントン・フォン・ヴェルナー

このようにして、北ドイツ連邦及び南部四邦において条約がそれぞれその効力発生に必要な手続を終えたため、条約において規定された効力発生時期である1871年1月1日をもって、その効力を発生し、同時に、ドイツ帝国が建設された。それゆえ、1月18日のプロイセン国王による宣言や、ヴェルサイユ宮殿鏡の間における儀式は、ヴィルヘルム1世がドイツ皇帝に即位したことを示すにすぎないのであって、これらの時期がドイツ帝国の成立時期となるものではない。

### ドイツ帝国憲法の公布
十一月条約の効力発生とともにドイツ帝国が建設され、ドイツ連邦の憲法は条約の内容に従って変更されたが、ドイツ帝国としては、なお、形式的に、新改正憲法案を立法機関に対して提出し、その同意を得てこれを公布しなければならない。この手続は、1871年4月14日をもって実施され、同年4月16日にドイツ皇帝がドイツ帝国憲法（Verfassung des deutschen Reichs、ビスマルク憲法）を認証し、同日20日に公布された（施行は同年5月4日）。
この公布は、ドイツ帝国憲法本文（Verfassungsurkunde）と公布法（Publikationsgesetz）とからなる。前者は、十一月条約の内容に従って北ドイツ連邦憲法に所要の改正を加えたものである。後者は、憲法施行に関する規定であって、憲法と同一の効力を有するものである。
公布法は3か条から構成されており、憲法典が旧憲法に代わるものであること（1条）、旧北ドイツ連邦において制定された一部の法律が新ドイツ帝国の法律としてその効力を存続すること（2条）、十一月条約に関する議定書がその効力を失わないこと（3条）をそれぞれ規定していた。すでにその目的を達して終了した十一月条約に関する議定書の効力を規定したのは、これらの議定書中に、新憲法に取り入れられなかった若干の憲法的法規を包含していたからである。
その後、ドイツ帝国憲法は、数度の改正を経て、第一次世界大戦が終結する1918年まで実施された。

## 構成
- 前文
- 第1章 連邦の領域
  - 第1条 連邦の構成
- 第2章 帝国の立法
  - 第2条 帝国法の優位、帝国法律の公布・発効
  - 第3条 ドイツ国籍とその効果
  - 第4条 帝国の立法事項
  - 第5条 帝国法律の成立要件
- 第3章 連邦参議院（ドイツ語版）
  - 第6条 連邦参議院の構成、投票数
  - 第7条 連邦参議院の権能、議決
  - 第8条 委員会
  - 第9条 帝国議会への出席権、発言権、帝国議会議員との兼職禁止
  - 第10条 外交的保護
- 第4章 連邦主席
  - 第11条 皇帝の称号、国際法上の代表権、宣戦布告権、条約締結権
  - 第12条 両院の召集、開会、停会、閉会
  - 第13条 毎年の召集
  - 第14条 召集義務
  - 第15条 帝国宰相
  - 第16条 議案の提出
  - 第17条 帝国法律と皇帝の権限、皇帝の命令・処分権、帝国宰相の副署
  - 第18条 帝国官吏の任免
  - 第19条 連邦構成国に対する強制執行
- 第5章 帝国議会
  - 第20条 選挙
  - 第21条 議員と官吏の兼職
  - 第22条 討論の公開
  - 第23条 法律案の提出、請願の処理
  - 第24条 任期、解散
  - 第25条 解散後の選挙、議会の召集
  - 第26条 停会
  - 第27条 議員の資格審査、議院規則、役員の選任
  - 第28条 議決
  - 第29条 議員の独立性
  - 第30条 議員の免責特権
  - 第31条 議員の不逮捕特権
  - 第32条 報酬の受領禁止
- 第6章 関税及び通商制度
  - 第33条 関税・通商領域
  - 第34条 ハンブルクとブレーメンに関する特則
  - 第35条 関税・租税に関する帝国の専属的立法権
  - 第36条 関税・租税の徴収、管理
  - 第37条 行政命令の議決における連邦主席の決定権
  - 第38条 税収入の調整
  - 第39条 徴税報告とその確認
  - 第40条 1867年の関税同盟条約
- 第7章 鉄道制度
  - 第41条 鉄道の敷設
  - 第42条 連邦構成国の統一的鉄道網整備義務
  - 第43条 統一的経営組織の制度化、帝国の配慮義務
  - 第44条 直通運送・乗入れの制度化
  - 第45条 運賃
  - 第46条 緊急時における特別運賃
  - 第47条 防衛目的の鉄道使用
- 第8章 郵便及び電信制度
  - 第48条 郵便・電信制度の統一
  - 第49条 収入、経費、剰余金
  - 第50条 郵便・電信行政の指揮、官吏の任用及び職務
  - 第51条 郵便剰余金の取扱い
  - 第52条 バイエルン及びヴュルテンベルクに関する特則
- 第9章 海軍及び航海
  - 第53条 帝国海軍
  - 第54条 商船隊、水路の使用料
  - 第55条 海軍及び商船隊の旗
- 第10章 領事
  - 第56条 ドイツ帝国領事の任命及び職務
- 第11章 帝国の軍事組織
  - 第57条 兵役義務
  - 第58条 国防の負担及びその配分
  - 第59条 服務年限
  - 第60条 軍の平時現在員数
  - 第61条 プロイセン軍事立法の即時実施、帝国軍事立法
  - 第62条 軍事予算
  - 第63条 軍隊の統一、皇帝の命令権
  - 第64条 軍人の服従義務、皇帝による将校の任命
  - 第65条 要塞
  - 第66条 派遣軍将校の任命及びその権限
  - 第67条 軍事予算の節約分
  - 第68条 戦争状態の宣言
  - 第11章の終末規定
- 第12章 帝国の財政
  - 第69条 帝国の予算
  - 第70条 支出に対する充当
  - 第71条 支出の承認、軍事支出に関する特則
  - 第72条 会計報告
  - 第73条 公債、保証
  - 第12条の終末規定
- 第13章 争訟の調停及び刑罰規定
  - 第74条 ドイツ帝国に対する名誉毀損及びその裁判
  - 第75条 内乱罪・外患罪に対する裁判管轄
  - 第76条 連邦構成国間の争訟、憲法争訟
  - 第77条 裁判拒否及び連邦参議院の権限
- 第14章 一般規定
  - 第78条 憲法の改正

## 内容
ドイツ帝国憲法は、北ドイツ連邦憲法の一部を変更したものであるため、北ドイツ連邦憲法と本質的に異なるものではない。すなわち、君主的連邦主義とプロイセン優越主義とがその根本原則となっている。
なお、ドイツ帝国憲法の制定時には、連邦構成国のほとんどが基本権を含む憲法典を有していたことから、国民の権利はライヒの法律で整備されるべきものと考えられたため、ドイツ帝国憲法には権利章典が存在していない。また、ドイツ帝国が連邦支分国（邦）の支配階級の結合であって、統治の中心点がその代表機関である連邦参議院及び連邦主席にあることから、ドイツ帝国憲法は、これらの支配階級の共同支配の方法を規定することがその目的であり、近代憲法の原則に反して、国民の基本権に関する規定を有しないのは当然である。

### 君主的連邦主義
ドイツ帝国は、各邦の連合による連邦国家とされ、各邦には立憲主義の憲法が行われ、憲法のもとに固有の政府と議会を有していたが、なお、君主が政治上の支配的な地位を有していた。これらの諸邦（Staat）が集まって連邦国家を構成し、国家権力は、ライヒ（連邦）と邦との間で分配された。ライヒは、連邦領域内の交通、営業、移転の自由、鋳貨制度、度量衡制度、鉄道、船舶航行、郵便、電信、民事訴訟法、破産法、手形法、商法及び債務法に対する立法権を有し、対外的には、関税政策、商業政策、全国防を含むライヒの事務を代表する権限が認められた。なお、民法の領域においては、債務法についてのみ立法権を有することとされていたが、1873年12月20日の法律によって、民法全体に立法権の範囲が拡大されたほか、刑法及び裁判手続についても、立法権が付与されることとなった。
全帝国に共通でない事項については、これを共通にする邦から選出されたライヒ議会の議員のみが表決をなしうるという規定（憲法28条2項）が設けられていたが、1873年2月24日の法律によって、同項の規定が廃止され、全帝国に共通でない事項についても、全出席議員の過半数で決定することとされた（憲法28条1項）。
ドイツ帝国憲法が君主的連邦主義を採用していることから、国家統治の重点は、連邦参議院と連邦主席とに存しており、帝国議会には存していない。

#### 連邦参議院
連邦参議院（Bundesrat）は、連邦各支分国（邦）の代表者をもって組織される合議機関であって、各邦ごとに定められた表決権を有している。総表決数は58票であり、そのうち、プロイセンが17票、バイエルンが6票、ザクセン及びヴュルテンベルクが各4票、バーデン及びヘッセンが各3票、メクレンブルク＝シュヴェリーン及びブラウンシュヴァイク公国が各2票、その他は全て1票ずつである（6条）。
連邦支分国（邦）は、これらの表決数を限度として、全権委員（Bevollmächtigte）を連邦参議院へ派遣し、これらの全権委員は本国（邦）政府の訓令に拘束され、その表決は訓令に従って一括して行われる（6条）。この意味において、連邦参議院は、民主的連邦における第二院と性質を全く異にする。
連邦参議院の権限は、（1）立法権、（2）行政権及び（3）司法権の三方面にわたる。

##### 立法権
連邦参議院の立法権は、帝国議会の立法権と大いに異なる。憲法5条は、「帝国の立法は連邦参議院と帝国議会とによってこれを行う。帝国の法律は両者の多数決を要し、かつ、これをもって足りる。」と規定しているが、これによって連邦参議院の地位を第二院のように考えてはならない。なぜなら、憲法7条1号は、帝国議会を通過した法案の一切を連邦参議院に付議すべき旨を規定しているからである。この場合の連邦参議院の議決は、君主の裁可に該当するものである。それゆえ、連邦参議院が自己の発案権によって法律案を可決し、これを帝国議会に提出し、帝国議会が何らの変更を加えることなく可決した場合であっても、再びこれを連邦参議院に提出して、その議決を求めることを要する。これに対して、帝国議会がその発案権によって法律案を可決し、これを連邦参議院に提出した場合は、連邦参議院が変更を加えることなく可決したときには、そのまま法律が成立する。なぜなら、帝国議会は、裁可権を有していないからである。この制度は、ドイツ連邦の本質を最もよく表している。
憲法の改正については、憲法78条に特別の規定があり、その議決は連邦参議院において14票以上の反対がないことを要する。なお、プロイセンは、17票を有しているため、プロイセンの反対があれば、憲法の改正をすることはできないこととなる。

##### 行政権
連邦参議院は、連邦主席たるドイツ皇帝の権限に属する行政作用に参加するだけではなく（1条2項、3項）、自ら重要な行政権限を有している。その重要なものは、議会の解散（ただし、ドイツ皇帝の同意を要する。）、連邦執行（Bundesexekution）議決権等である（16条、24条）。

##### 司法権
連邦参議院は、一定の場合に、一種の国事裁判所を構成して、各支分国（邦）間の争訟であって司法裁判所の管轄に属しない事件又は憲法上の争訟を裁定する（76条）。さらに、連邦参議院は、一種の権限裁判所を構成し、各支分国（邦）において裁判を拒否され、又は法律上の保護を受けることができない者の訴願を受理し、これを裁定する（77条）。

#### 帝国議会
連邦参議院が上記のような強大な権限を有するのに対し、ドイツ国民の代表者たる帝国議会の地位は、はなはだ低い。
帝国議会（Reichstag）は、普通選挙、直接選挙、秘密選挙の選挙制度であって、満25歳以上の男子が選挙権を有し、選挙権を有する者であって1年以上ドイツの国籍を有する者は、全て被選挙権を有する。ただし、ともに若干の欠格条件が存する。
帝国議会の議員定数は397名であって、そのうちプロイセンは236名である。この定数は、1918年に441名へと増加されたのみである。
帝国議会は、自ら開会し、又は閉会する権限がなく、ドイツ皇帝が召集して開会し、閉会し又は停会する。帝国議会を解散するには、連邦参議院の議決をもって行う。
帝国議会の権限は、連邦参議院のように広大ではなく、主として立法権に限られている（5条）。その他においては、予算審議権、決算承諾権（69条、72条）、立法事項を包含する条約協賛権（11条）などにすぎない。この予算審議権及び決算承諾権は、北ドイツ連邦憲法の政府草案において極めて不完全であったことを考えると、立法者がいかなる地位に帝国議会を置こうとしたのかが明白である。

#### 皇帝
さらに、ドイツ帝国の君主的連邦主義を徴表するものは、連邦主席（BundesPräsidium）である。
連邦主席は、「ドイツ皇帝」（Deutscher Kaiser）なる称号を有する。この称号については、当初、比較的民主的な称号である「ドイツ人の皇帝」（Kaiser der Deutschen）、専制君主的称号である「ドイツ国皇帝」（Kaiser Von Deutschland）等の案があったが、妥協してその中間にある「ドイツ皇帝」という称号を創設したのであった。
ドイツ皇帝は、プロイセン国王の地位と不可分に結合されていて、プロイセン国王は、すなわちドイツ皇帝であって、ドイツ帝国の連邦主席である。
ドイツ皇帝は、ドイツ帝国の最高機関ではない。最高機関は、連邦参議院であるとみるべきである。ただし、ドイツ皇帝は、その背後にプロイセンの実力を有しているがために、憲法の運用上、漸次、その地位が高められることとなった。
ドイツ皇帝に属する権限の重要なものは、外国に対する国の代表権、宣戦、講和及び条約締結権、帝国議会の召集、開会、閉会及び停会権、法律の編制、公布及び執行権、ドイツ国官吏の任免権及び陸海軍の軍令権等である（11条、12条、18条、53条、63条等）。

#### 連邦主義
連邦主義は、国家統治の地方分権制定の一態様であって、各地方の中央統治組織からの遠心的傾向を意味する。この遠心的傾向は、南部四邦の加入によって、一層強化された。なぜなら、北ドイツ連邦中の各邦は、プロイセンを除くほかは全て小邦であるが、南部諸邦はいずれも大国であって、バイエルン及びヴュルテンベルクは王国、バーデン及びヘッセンは大公国であり、いずれもプロイセンに次ぐべき格式と実力を有していた。それゆえ、これらの四邦の加入によってドイツ帝国が建設されるに際しては、旧北ドイツ連邦憲法をそのままこれらの諸邦に適用することはできない。これは、十一月条約によってこれらの諸邦、特にバイエルンのために重大な憲法修正が約束された所以である。
ドイツ帝国憲法は、帝国の権限に属する事項を限定したため、これらの事項以外の一切の国家作用は、各支分国（邦）において、その機関によって、各別になされるものである。
さらに、ドイツ帝国憲法が各支分国（邦）のために認めた権限を「特殊権」（Sonderrecht）と称し、当該邦の承諾なくこれを奪うことができないようになっている（78条）。特殊権は、積極的に帝国の統治作用上における「優先権」（Vorrecht）であることもあり、消極的に帝国の統治作用を排除すべき「留保権」（Ausnahmerecht）であることもある。例えば、バイエルンが外交委員会の委員長たる権利（8条）、プロイセンが連邦主席たる権利（11条）は優先権である。また、バイエルン、ヴュルテンベルク及びバーデンが帝国の火酒及びビールの課税権を免除され（38条）、バイエルン及びヴュルテンベルクが郵便及び電信に関する帝国憲法の適用を受けないこと（52条）などが、留保権である。
このような特殊権の存在は、ドイツ帝国における連邦主義を極めて遠心的ならしめるものであり、したがって、その国家組織の基礎を弱くするおそれがある。この特殊権は、1919年のヴァイマル憲法によって初めて廃止された。

### プロイセン優越主義
プロイセン優越主義に関する規定の第一は、連邦参議院におけるプロイセンの表決数である。連邦参議院の総表決数58票中、プロイセンは17票を占めており、プロイセンに次ぐバイエルンはわずか6票である。それゆえ、プロイセンの投票は、常に連邦参議院の大勢を支配することとなる。なおかつ、憲法78条の規定によって、憲法改正には連邦参議院において14票以上の反対がないことを要するから、結局、プロイセンの向背によって憲法改正案の運命が定まることとなる。
プロイセン優越主義に関する規定の第二は、連邦主席の地位が特殊権としてプロイセン国王の地位と不可分に結合されていることである。元来、連邦主席は、国家の最高機関ではなく、連邦参議院が広大な範囲において連邦主席の権限に参加しているが、連邦参議院は、事実上、プロイセンが左右するところであるから、連邦主席とプロイセン国王との地位の結合は、プロイセンの地位を極めて優越なものとしている。特に、これによって、プロイセン国王がドイツ全国の陸海軍をその統制下に置くこととなる。この陸海軍総司令官の地位こそが、フリードリヒ・ヴィルヘルム4世以来、プロイセンが渇望したものであった。

## 運用

### 法律の制定
ドイツの統一は、ライヒ全体に適用される法律の制定によって、著しく促進された。北ドイツ連邦時代に制定された1869年の営業法、普通ドイツ手形条例、普通ドイツ商法及び株式法並びに1870年のライヒ刑法などは、ドイツ帝国の創立とともに、ドイツ帝国の法律とされた。とりわけ、ドイツ帝国創立の初期には、経済立法の整備に力が注がれ、度量衡制度の統一（de:Norddeutsche Maß- und Gewichtsordnung）、鋳貨制度の改正（貨幣法）、郵便及び関税制度の整備、銀行法の制定、ドイツ帝国銀行の設立等が行われた。
1875年2月26日の戸籍法（Gesetz über die Beurkundung des Personenstandes und die Eheschließung）によって、婚姻法がドイツ全体で統一され、1876年には、造形美術品に対する著作権法（Gesetz, betreffend das Urheberrecht an Werken der bildenden Künste）及び意匠法（Gesetz, betreffend das Urheberrecht an Mustern und Modellen）が制定され、1877年には、特許法、裁判所構成法、民事訴訟法、破産法及び刑事訴訟法が制定された。1896年には民法の編纂が完成し、1901年1月1日から施行された。このように、現行法の基礎となった大法典は、大部分がこの時代に制定されたのであった。

### ライヒの行政
ライヒの法律の執行範囲は、原則として各邦に委ねられたが、ライヒの立法範囲が拡大するに伴い、ライヒの行政範囲も拡大した。ライヒの直接行政は、植民地については、1884年以降実施された。エルザス＝ロートリンゲンにおいては鉄道について、ライヒ全体においては海軍及び郵便についてのライヒの直接行政が行われた。ビスマルクは、全国鉄道の国有化を断行しようとしたが、邦の反対によって実現できなかった。しかしながら、プロイセンの鉄道については、プロイセンによる国有化を断行し、1896年には、プロイセンとヘッセンとの間で鉄道協定が締結された。
ライヒの行政は、帝国宰相に直属する帝国宰相官房（Reichskanzleramt）によって行われたが、ライヒの行政範囲の拡大に伴い、官房は、外務省（1870年）、ライヒ内務省（1879年）、海軍行政庁（1873年。1889年以降は、ライヒ海軍省）、ライヒ鉄道省（1873年）、ライヒ郵政省（1876年）、ライヒ法務省（1877年）、ライヒ鉱業省（1879年）、ライヒ植民省（1907年）の8省に分かれた。官房事務の拡大に伴い、帝国宰相ひとりで事務を総括することが困難となったため、1876年3月17日の帝国宰相代理法によって、各省の行政長官（Staatssekretäre）は、一定の範囲内において、帝国宰相の提議によって、皇帝から帝国宰相の代理人に任命されうることとなった。しかしながら、憲法上は、帝国宰相のみが責任者なのであって、帝国宰相は、いつでも自ら行政長官の仕事を行うことができた。行政長官は、法的には、帝国宰相に従属し、その補助者たるにすぎなかったが、事実上は、内務長官が副首相の地位を、他の行政長官は大臣の地位を取得した。

### ドイツ帝国の擁護
ドイツ帝国は、成立後まもなくローマ法王と衝突し、文化闘争を惹起した。カトリック教会は、神聖ローマ帝国の解散後、その政治上の立場を失い、多くの教会領は、いわゆる「世俗化」のもとに破却されることとなったが、それ以来、勢力の回復に努めており、ドイツ帝国建設のころには、政治的にも中央党を登場させて、再び新帝国と対抗するに至った。カトリック教徒が中央党を組織して団結したのは、カトリック教国であるオーストリアがドイツ帝国から除外されたため、カトリック勢力の失墜を恐れたためであった。また、ドイツ帝国としても、帝国内に浸潤したカトリック教会の勢力を一掃しなければ、将来の発展を期することは到底できなかった。すなわち、ドイツ帝国とカトリック教会、ドイツ皇帝とローマ法王は、必然的に衝突すべき運命にあった。これを「文化闘争」と称する。文化闘争がドイツ帝国側にとって極めて困難であったのは、これが外患であって同時に内憂でもあったことに存する。敵の本拠地はローマにあったにもかかわらず、その戦線は、自国内の宗教団体に向かって布かざるを得なかったからである。なお、中央党の周囲には、エルザス党、ドイツ＝ハノーファー党（ヴェルフ党）、ポーランド党が結集しており、かれらは、プロイセンの支配を嫌悪して、反帝国的であることにおいて共通していた。
当時、バイエルンは、カトリック教徒が多く、最もその反抗に苦しんでいたため、帝国議会は、刑法の追加として、1871年11月に、バイエルンの提案によって、「教壇条項」を可決した。教壇条項は、布教権濫用の禁止であって、カトリック教会の僧侶が布教権を濫用して反国家的宣伝をした場合には2年以下の自由刑をもってこれを処罰するものである。また、翌1872年2月には、「学校監督法」を制定して学校の監督を国家の仕事とし、翌1973年5月には、いわゆる「五月法」と呼ばれる一連の法律を制定してカトリック教会に対する諸種の制限を課した。
ここにおいて、帝国議会中の中央党及びドイツ全国のカトリック教徒は、反国家的対抗運動を起こしたが、ビスマルクは、断然たる行動をもってこれを弾圧し、さらに、1872年7月には、「ジェスイット法」を制定して、イエズス会を破却し、その外来の首領を国外へと放逐した。しかしながら、1874年の帝国議会選挙において中央党が51議席から91議席に躍進し、ローマ法王がプロイセン法を無効であると宣言するに至った。さらに、司祭職への就任が制限され、司祭職が空席となり、教会婚に支障をきたすこととなったため、ライヒは、強制的民事婚と戸籍簿を導入するに至った。政府は、国家法によってカトリック教会を規制しようと試みたが、カトリック教区において政府が認めた司祭選挙権を行使したものはひとつもなく、頑強な抵抗が続けられた。また、保守的な新教徒もこのような弾圧措置に賛成せず、社会主義の脅威も加わった。そこで、ビスマルクは、1877年に至って、カトリックとの闘争を事実上中止したが、1878年にローマ法王ピウス9世が死亡してレオ13世が後継者となると、これを妥協の機会と考えて、1882年から1887年にかけて、五月法その他の弾圧措置の大部分を漸次撤回するに至った。
この「文化闘争」は、南ドイツなどドイツ帝国からの分離的傾向に対するプロイセンの戦いであったが、同時に、国家が教会に代わって完全に国家権力を獲得しようとする闘争でもあったのであり、ドイツ帝国はその第一の試練を通過し、自己の存在を確保することができたのであった。

### ドイツ帝国憲法の変遷
文化闘争の難関を切り抜けたドイツ帝国の憲法は、1918年の革命までその生命を有していた。その間、数回の改正が試みられたが、これらの改正中、重要なものは、1918年10月、すなわち、革命直前に行われた責任内閣制度のみであって、他の改正はあまり重要ではない。このような形式的な憲法改正よりも、さらに重大なものは、その運用上から生じた憲法の変遷である。

#### ドイツ皇帝の発案権

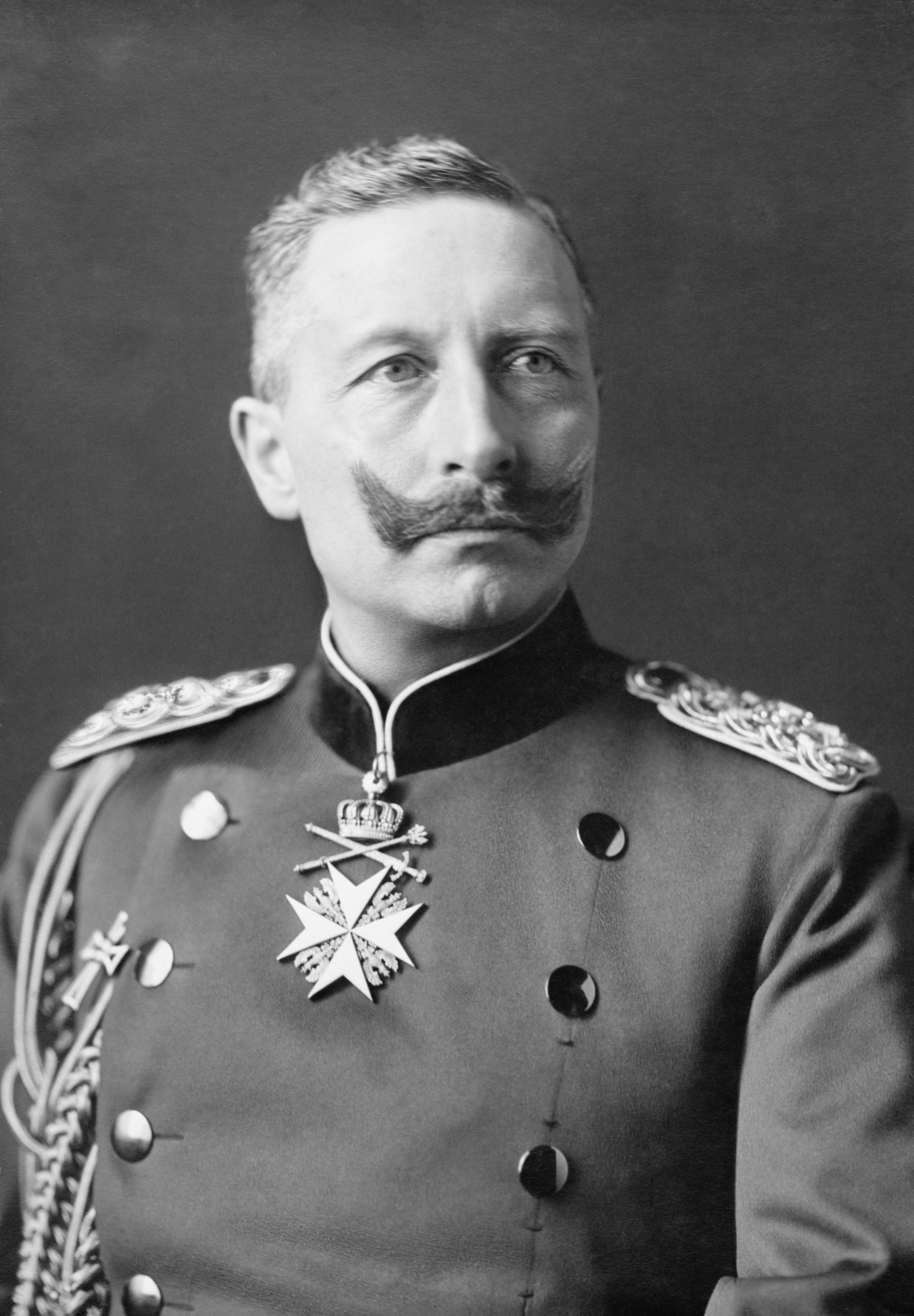
ドイツ皇帝ヴィルヘルム2世

ドイツ皇帝たる連邦主席の地位は、本来、決して大きな権限を有するものではなく、その権限に属する重要事項については、常に連邦参議院が参加することとなっていた。それゆえ、連邦参議院が有効にその権限を行使するならば、連邦主席は、その執行機関であるにすぎないこととなる。しかしながら、連邦主席の地位にある者は、その実力において他の諸邦に優越するプロイセン国王であったために、ドイツ皇帝は、連邦参議院におけるプロイセンの表決数17票を巧みに利用して、漸次、その地位を向上させるに至った。
第一に、ドイツ皇帝は、本来、連邦主席として、完全に連邦参議院の外にあるのであって、ドイツ皇帝の資格においては、何らの議案も連邦参議院に対して提出する権限を有していなかった。しかしながら、ドイツ皇帝とプロイセン国王との合致によって、連邦参議院におけるプロイセンの提案が、すなわちドイツ皇帝の提案と同一視されるようになり、ついに、ドイツ皇帝自身の資格において連邦参議院へと発案するに至った。これを「連邦主席発案」（Präsidialantrag）と称する。すなわち、ビスマルクは、憲法の中において失ったものを、巧みに憲法の外において回復すべき余地を残していたのであった。連邦主席発案が認められると、ドイツ皇帝は、実際に内治外交の政務を執行する帝国官庁の首長であるがゆえに、連邦参議院は、常にドイツ皇帝の報告を待って初めて政務の実際を知ることとなり、連邦主席発案が極めて重要なものとなり、ドイツ皇帝は、常に連邦参議院の大勢を支配することとなった。
連邦主席の地位の向上は、反対に、連邦参議院の地位の降下を意味する。それゆえ、例えば、バイエルンを委員長とする連邦参議院の外交委員会のごときは、ついに、有名無実のものとなってしまった。なお、連邦参議院の討議は秘密であって、連邦参議院は、皇帝及び帝国宰相の背後に隠れ、また、国民の関心は連邦参議院よりもむしろ選挙を通じて帝国議会へと向けられることとなった。立法権は、連邦参議院及び帝国議会に属しており（憲法5条1項）、皇帝に拒否権はなかったが、プロイセン国王としてプロイセンの法律に対しては拒否権を有しており、ライヒについてもプロイセンについても皇帝（国王）が法律を公布したために、このような区別は一般には意識されなかった。このような皇帝の声望は、ドイツの単一国化の傾向を促進するのに寄与するところが少なくなかった。
第二に、ドイツ帝国は、各支分国（邦）の他に、直接にドイツ帝国の領土を有することとなった。1871年にフランスから取得したエルザス及びロートリンゲンのほか、1884年以来取得した海外植民地は、いずれもドイツ帝国の直轄領土であって、各支分国（邦）のいずれにも属していない。そして、これらの直轄領土は、いずれもドイツ皇帝が直接統治するものであるから、ドイツ皇帝の権限は、一層強大となった（ドイツ植民地帝国）。特に、帝国主義の隆盛とともに、海外植民地が重要な意義を有すれば有するほど、ドイツ皇帝の地位は、ますます向上していくこととなった。

#### 帝国宰相と責任内閣制度

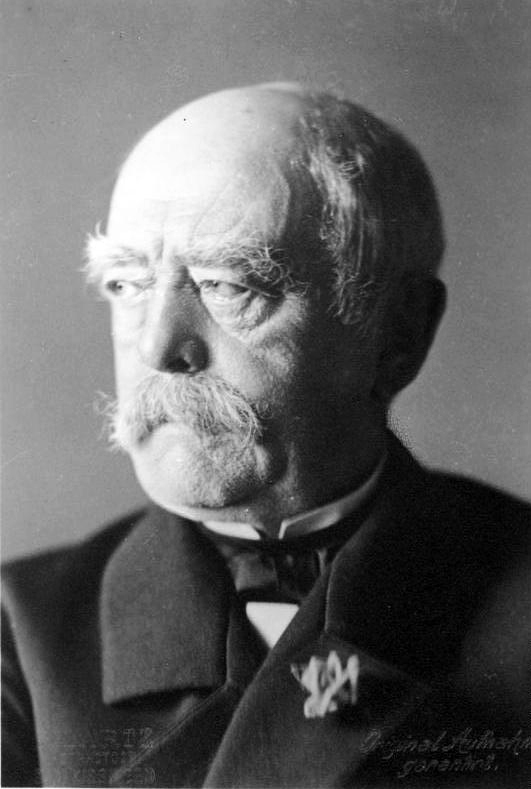
ドイツ帝国宰相オットー・フォン・ビスマルク

帝国宰相（Reichskanzler）は、本来、連邦主席の信任によって任免される事務長官であって、連邦参議院の一員たることを要する。憲法15条は、単に、帝国宰相が連邦参議院の議長であって、その事務を指揮する旨を規定し、帝国宰相が連邦参議院の全権委員の中から任命されるべきことを予定するのみであるから、プロイセンの全権委員であることを要しないこととなっている。しかしながら、全権委員は、いつでも、その派遣国が召還することができることから、ドイツ皇帝の任命とは独立に、派遣国が召還するときには、帝国宰相は、連邦参議院における議席を失うこととなる。それゆえ、結局、帝国宰相は、ドイツ皇帝と同一人であるプロイセン国王が任命する、プロイセンの全権委員から任命されなければならないこととなる。
帝国宰相は、ドイツ皇帝を輔弼して、その責めに任ずるものであり、ドイツ皇帝の下命又は処分は、帝国宰相の副署によって初めて有効となる。帝国宰相の責任は、ドイツ皇帝に対する官吏の服務規律上の責任であって、帝国議会に対する責任ではないため、いわゆる国務大臣の責任とは全く異なっている。
しかしながら、ドイツ皇帝がその地位を向上させ、連邦参議院の執行機関ではなくして独裁的君主の地位を獲得するとともに、帝国宰相もまた、事務長官ではなく立憲諸国における国務大臣と全く異ならない地位を占めるに至った。一例を挙げれば、帝国宰相は、単にプロイセンの全権委員としての立場から帝国議会に出席してその意見を陳述することができるのみであって、その帝国宰相としての資格においては帝国議会に出席する権限がないにもかかわらず、漸次、内閣総理大臣が議会において政務一般について発言をなすのと同様に、帝国宰相としての資格において発言をなすに至った。このような憲法運用上の変化は、必然的に、帝国宰相の帝国議会に対する責任制度、すなわち、責任内閣制度への要求となるべきは当然であった。
責任内閣制度への要求は、帝国議会における政党の発達と、ドイツ皇帝による権限行使上の過失とによって、助長されることとなった。連邦参議院の地位降下は、ドイツ皇帝の独裁君主的制度を発達させるとともに、帝国議会の地位をも向上させた。ビスマルクが帝国議会を設けたのは、ドイツ統一の方便であって、決してドイツ国民を国家の枢機に参与させようとしたからではない。しかしながら、議会制度は、同時に政党政治を意味するから、帝国議会内において政党が漸次発達し、ついにドイツ皇帝の操縦に甘んぜざるに至るのは当然であった。特に、カール・マルクス又はフェルディナント・ラッサールの社会主義的思想を有するドイツ社会民主党がビスマルクの弾圧に対抗して急速にその勢力を増してきたことは、最も注目すべき現象となった。
ビスマルクは、はじめ、上流市民階級を代表する国民自由党を利用したが、国民自由党を利用したのは1878年までであった。国民自由党は、ビスマルクと同じくドイツ統一を希望していたが、他面において、議会によって政府を統制しようとしていた。その武器は、議会の予算案に対する承認権であった。ライヒの収支は、予算案に組まれ、法律によって確定されなければならなかった（憲法69条）。しかしながら、1871年末までの軍事予算については、その総額が確定され、その間の軍事予算に対する議会の権限は制限されていた。この期間は、再び延長され、1874年末、その期間が終了する際に、議会が軍事予算を毎年議決する権限を有するか否かが問題となった。国民自由党は、このような紛争がドイツ帝国の建設に有害であること、議会が軍事予算を毎年議決する権限を有することは議会と皇帝との力関係に沿わないことを認めて、ビスマルクと妥協し、軍事力とその通常支出を7年間にわたって確定することを合意した（七年条項）。1887年には、この合意の延長を巡って議会が解散されたが、1887年帝国議会選挙において、ドイツ保守党及び国民自由党が勢力を増大させると、これら両党の連携が成立し、その援助によって、ビスマルクは、軍備増強の目的を達成した（その後、両党の連携は、1890年帝国議会選挙において敗退する。）。その後、1893年には、再びこの合意の延長を巡って議会が解散されたが（1893年帝国議会選挙）、7年の期間を5年に切り下げた上で、第一次世界大戦前までその合意が続けられることとなった。
ビスマルクは、1877年にカトリックに対する闘争を中止すると、財政政策に着手した。ライヒの財政は、1870年代の終わりころまでは、各邦の財政に依存していた。直接税は、各邦に分配されており、ライヒの収入は、間接税、特に、関税に依存していた。普仏戦争の戦勝を受けて企業が勃興し、会社・工場が数多く設立されて鉱工業の生産が急増したが、その反動として、1873年からは恐慌が始まった。農工業者は、外国との競争に直面して、保護関税の採用を要望していた。ビスマルクは、関税収入によってライヒ財政の基礎を確立しようとして、その支持をドイツ保守党及び国民自由党の右翼に求めようとした。プロイセン保守党は、ビスマルクの自由主義政策及びドイツ政策に反対していたことを理由に、1876年にドイツ保守党へと改組されていた。「文化闘争」以来ビスマルクに味方してきた国民自由党の支持を確保するため、ビスマルクは、国民自由党党首ルドルフ・フォン・ベニヒゼンをプロイセンの閣僚にしようとしたが、これが失敗した後、議会主義を主張する国民自由党をビスマルクは見捨てることとなった。1878年、ヴィルヘルム1世暗殺未遂事件の後に議会が解散され（1878年帝国議会選挙）、新議会が開かれると、ビスマルクは、保守党及び中央党を利用して、新たな関税を認めさせることに成功した。このようにして、ビスマルクは、保守党及び中央党を利用してライヒ及びライヒ政府の権力を強化し、勃興しつつあった社会民主主義に対処しようとしたのであった。翌1879年、中央党は、新たな関税率に同意を与えたが、一定限度を超えた関税は、邦の収入とされ、その一部のみがライヒの収入とされたにすぎなかった。1879年以降、中央党は、必ずしも常にはビスマルクの政策を支持しないようになり、1881年から1887年までの間、ビスマルクは、全ての政治問題において多数党と対立関係にあったが、巧みに対処して政策を実現したのであった。
1878年10月、中央党の反対にもかかわらず、社会主義者鎮圧法が制定された。この法律は、社会主義的傾向のある言論、集会、結社及び出版を禁じ、工場労働者の激増によって勢力を拡大しつつあった社会民主主義的政党を弾圧することを目的としていた。1875年にはドイツ社会主義労働者党（後のドイツ社会民主党）が組織され、理論的にはマルクスやフリードリヒ・エンゲルスの影響を受けていたが、マルクスの理論は国家崩壊の後に階級のない社会が成立することを説くものであったことから、ビスマルクは、これが反国家的なものとみたのであった。しかしながら、他方において、ビスマルクは、キリスト教的社会改良思想を有しており、かつ、増大する労働者の生活を確保することによって、労働者をライヒの味方としようとした。そこで、ビスマルクは、労働者疾病保険法（1883年）、工場労働者災害保険法（1884年）、廃疾者・老年者保険法（1889年）を制定し、後にこれらをライヒ保険法として総括した。
ビスマルクは、ヴィルヘルム1世からフリードリヒ3世の短い治世を経て、ヴィルヘルム2世に至るまで、ドイツ帝国の政務を一身に統制してきたが、ヴィルヘルム2世は、1890年に至り、ビスマルクを罷免してしまったのであった。ヴィルヘルム2世は、1888年に即位すると、親労働者的社会政策を実施しようとして、1890年初頭に効力を延長させることなく社会主義者鎮圧法を廃止してしまった。このようにしてヴィルヘルム2世と対立した結果、ビスマルクは辞任することとなったのであった。
帝国議会における政党の発達は、同時に、帝国議会の地位の向上をもたらし、これを牽制すべきものは連邦参議院であるにもかかわらず、連邦参議院がドイツ皇帝の独裁政治の前に威伏してしまった以上は、ドイツ皇帝と帝国議会とが正面衝突せざるを得なくなった。これが、責任内閣制度の要求である。
一方において、ドイツ皇帝の独裁政治がしばしば国民の非難を招いたことも見逃すことはできない。ヴィルヘルム2世による維新政治（der neue Kurs）は、適当な帝国宰相の輔弼を欠き、しばしば失敗を重ねた。第一次世界大戦に至るまで帝国宰相を務めたレオ・フォン・カプリヴィ（1890 - 1894）、クロートヴィヒ・ツー・ホーエンローエ＝シリングスフュルスト（1894 - 1900）、ベルンハルト・フォン・ビューロー（1900 - 1909）、テオバルト・フォン・ベートマン・ホルヴェーク（1909 - 1917）は、いずれもビスマルクに匹敵する政治家ではなく、この期間は、いわば皇帝の親政時代であった。ビスマルクは、議会の政党と闘いつつこれを利用したのに対し、かれらは、議会の了解を得ようと努めたため、議会政治の傾向が次第に顕著となった。ビスマルクが利用した国民自由党（の右翼）や保守党に反対する革新勢力としては、進歩人民党（国民進歩党）や社会民主党が存在した。特に、社会民主党は躍進を続け、1912年ドイツ帝国議会選挙においては第一党となった。社会民主党とともに議会内で大きな勢力を有していたのは、中道政党の中央党であった。中央党は、1903年帝国議会選挙において、社会民主党党の援助を得れば全ての決議を阻止するだけの勢力を得た。しかし、中央党は、この消極的な地位に満足しており、議会政治を実現しようという意図を有していなかった。かれらは、少数党が支配的な地位を占めることによって責任をとることを欲せず、ライヒの第二次的ポストにあって政府の施策に影響を与えた（潜在的議会制、Kryptoparlamentarismus）。ところが、1907年帝国議会選挙において、1905年以来のモロッコ事件の影響を受けて保守党、国民自由党及び自由党（自由思想家人民党（自由国民党）と自由思想家連合（連合自由党））の連合（Block）が成立すると、この連合がライヒ政府の与党となり、政府はその同意を得て閣僚を任命した。これは、議会政治の端緒ともいうべきものであった。この連合は、1908年にライヒ結社法や新取引所法を制定したが、翌1909年に租税問題について保守党が政府に反対し、帝国宰相ビューローが辞職すると、この連合は、崩壊した。ビューローは、議会の反対によって辞職した最初の帝国宰相であったが、この後、議会政治を確立しようという動きは見られなかった。その後、1912年帝国議会選挙においては、自由党が国民自由党や社会民主党と連合して、保守党及び中央党からなる右派連合よりも多数の議席を得て、他方、社会民主党が第一党となったことから、中央党は、その指導的地位を喪失した。
こうした中で、ヴィルヘルム2世の親政には、軽率な行為が少なくなく、とりわけ、その外交は拙劣であった。特に、1908年に生じたデイリー・テレグラフ事件は、その適例であった。この事件は、帝国宰相が帝国議会に対して責任をとらないことが直ちにドイツ皇帝に対して累を及ぼすことを暴露したものであって、責任内閣制度が立憲君主政治の根本原理であることを感じさせたのであった。このほかにも、三国干渉によって日本国民の憤激を買ったこと（1894年）、第二次ボーア戦争の開始前にトランスヴァール共和国の大統領に親電を発してイギリスの怒りを買ったことなど、ヴィルヘルム2世は、ドイツにとって有害無益な行動をとることが稀ではなかった。

#### 第一次世界大戦

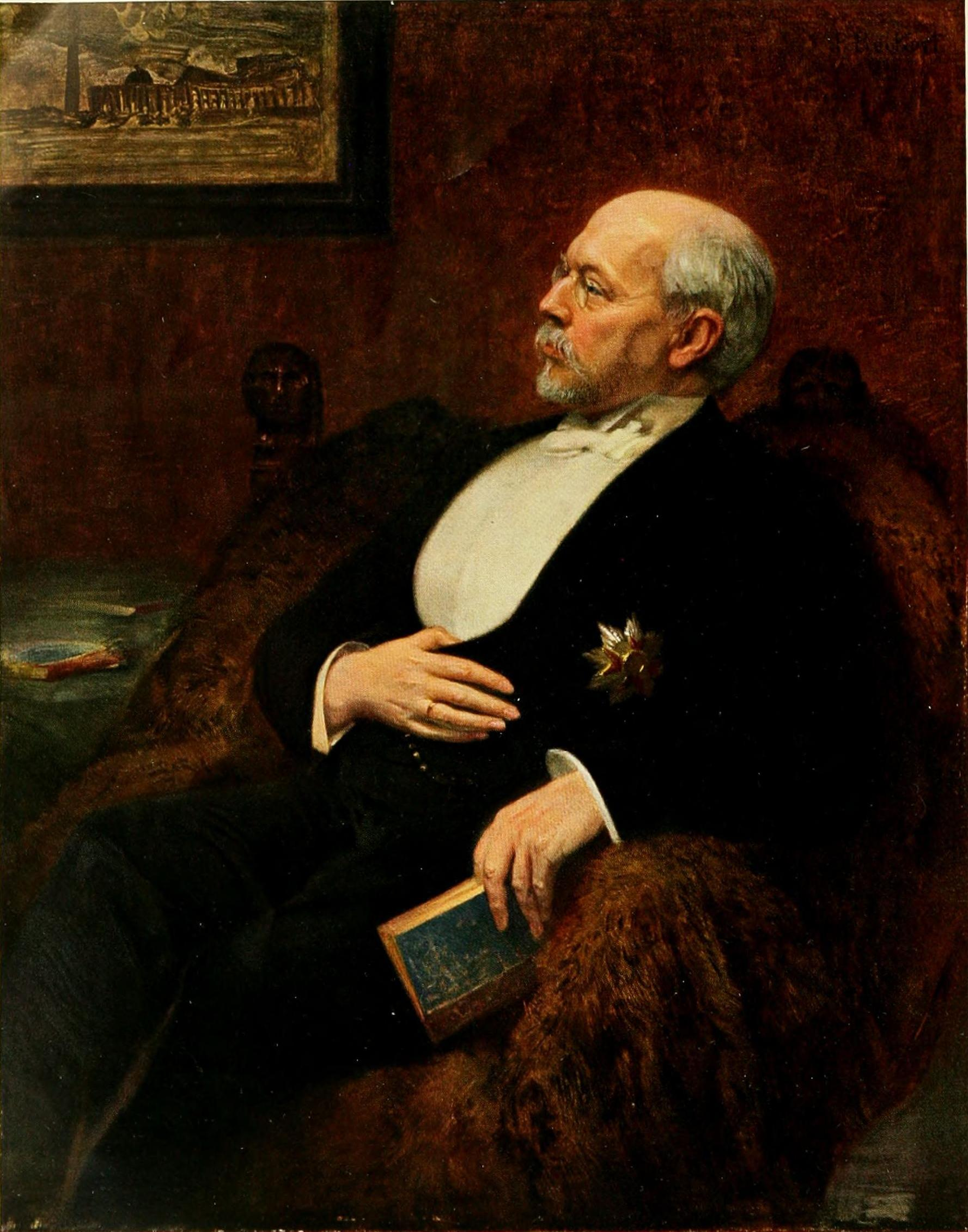
ゲオルク・フォン・ヘルトリング

1914年に第一次世界大戦が発生すると、ドイツ皇帝の独裁政治は、ますますその欠陥を暴露した。すなわち、ドイツが戦勝の見込みなく「放棄の平和」（Verzichtfrieden）をその最上の目的としなければならなくなるに至っては、官僚政府は国民の支持を失い、国民を踊らせるためには責任内閣制度の笛を吹かなければならなくなった。
1917年11月1日、ゲオルク・フォン・ヘルトリングが帝国宰相に任命された際、ヘルトリングは、その任命を受けるに先立ち、帝国議会の多数派の領袖に対して政策綱領を内示し、その承認を得た後に初めて帝国宰相に就任した。すなわち、ある意味において、責任内閣制度が実行されたのである。
1918年に至り、ドイツにとって戦局がますます不利になり、国民が平和を渇望するようになると、ドイツ政府は、アメリカ大統領ウッドロウ・ウィルソンと4回にわたって休戦条約締結の原則に関して通牒を交換した。ウィルソンは、10月14日の通牒において、「世界の平和を害する一切の専横と権力とを絶滅するか、少なくともこれを無力ならしめることを要し、このような権力が従来ドイツ国民を制約していたがためにドイツ国民はこれを変更すべき選択の自由がある。」と述べたが、これは、明らかにドイツ皇帝の独裁政治の覆滅を煽動するものであった。ここに至って、形勢は急転直下し、憲法改正が行われることとなった。
従来、ドイツにおける責任内閣制度の確立については、2つの方法が考えられていた。
第一は、連邦参議院を民主化し、帝国議会の政党の領袖を同時に連邦参議院の議員とする方法であった。これは、憲法9条2項が連邦参議院の全権委員と帝国議会の議員との兼職を禁止しているのを改正しようとするものである。
第二は、帝国宰相の地位を改正し、帝国議会に対する責任を有するものとして、帝国議会の信任によって進退させようとする方法であった。
第一の方法は、同時に地方分権的色彩を増すものであったため、時勢の要求に適しないとして、第二の方法が採用された。
1918年10月28日、憲法の改正が公布されたが、その要点は、次のとおりであった。
1. 帝国の名をもってする宣戦の布告は、連邦参議院と帝国議会との同意を要する。平和条約及び帝国の立法事項に関する条約は、連邦参議院と帝国議会との同意を得ることを要する（11条2項、3項の改正）。改正前の憲法は、宣戦の布告に帝国議会の同意を要せず、帝国の立法事項に関する条約は帝国議会の事後承認をもって足りるとしていた。
2. 帝国宰相は、その職務執行について、帝国議会の信任を要する。帝国宰相は、皇帝が帝国憲法によって有する権限の行使に関する行為であって政治的意義があるものの一切に対して責任を負う。帝国宰相及びその代理官は、その職務執行について、連邦参議院及び帝国議会に対して責任を負う（15条の改正）。
3. 陸海軍武官及び軍吏の任免黜陟は、帝国宰相の副署を要する。連邦各邦の軍団における陸軍武官及び軍吏の任免黜陟は、陸軍大臣の副署を要し、陸軍大臣は、その邦の軍団の行政について、連邦参議院及び帝国議会に対して責任を負う（これは、軍令権の独立の廃止を意味するものであって、改正前の憲法には規定が存在しなかった。）。

これらの憲法改正こそが、ドイツ帝国憲法の最後にしてかつ最良の改正であったが、すでにその時機を失しており、労兵階級の革命運動は、左翼政党の指揮のもとに着々と準備されており、ついに、西部戦線の崩壊とともに、11月早々に勃発したのであった